# Dieta continental
La dieta continental, a Europa, es considera que és, de manera molt general, el tipus de menjar que correspon a l'interior del continent, fora de les influències de la dieta mediterrània, a la costa sud, i de l'atlàntica, al nord. Correspon a països com Suïssa, Àustria, Alemanya, algunes zones de França i Espanya, etc. La seva característica principal més important, respecte a les altres dos citades, és la tradicional absència de peix d'aigua salada, tot i que actualment això ja no és tant així gràcies als congelats, cosa que comportava un molt baix contingut en iode. Així i tot, el consum de productes del mar és encara molt menys freqüent per motius tradicionals i culturals, que influeixen al gust i a la gastronomia, i a la pràctica es compensa en part, més que pels congelats, pel consum de sal iodada.
A Europa és sovint, a més, de muntanya, i hi solen destacar les carns de caça, com per exemple el cérvol, amb el qual es fa una bona varietat d'embotits, les fruites del bosc, etc. En algunes cultures també els bolets, tot i que no són apreciats per totes elles. Abunden plats molt energètics, sobretot a l'hivern, ja que el clima continental és especialment extrem a les temperatures, moltes vegades a base de carn guisada, patata, mantega i formatge. El greix per coure sol ser d'origen animal. Abunden la llet i els seus derivats (formatge, mantega, nata), així com les carns roges, com per exemple el bou.
En alguns contextos però, quan hom parla de dieta continental es refereix a la manera pròpia i molt general del continent del qual s'està parlant, per exemple Àsia, Amèrica o Àfrica.